# A media voz
A media voz fue un programa musical emitido en horario de madrugada por TVE entre 1987 y 1989.

## Formato
Espacio de carácter intimista en el que, cada semana, se hacía un repaso a la carrera artística de un cantante español. El espacio combinaba actuaciones ante el público presente en el plató con conversaciones distendidas con el presentador sobre su vida profesional y privada.

## Presentadores
Desde su estreno hasta el 23 de julio de 1987 el programa fue conducido por el actor Óscar Ladoire, interpretando el papel de cliente de un bar ficticio que hacía las veces de escenario e intercambiando opiniones musicales con Paco Villar que interpretaba al barman del local. En esa fecha Rosa León tomó el relevo.
El 15 de octubre de 1987, Ladoire y Villar regresan al programa. Desde septiembre de 1988 hasta el fin de las emisiones del espacio, en mayo de 1989, Paco Villar fue reemplazado por El Gran Wyoming, agudizando el tono humorístico de sus diálogos.

## Artistas invitados
Entre otros artistas, fueron invitados a A media voz:
| - Mari Trini - Amaya Uranga - Carlos Cano - Javier Ruibal - Raúl Alcover - Betty Missiego - Pablo Guerrero - María Dolores Pradera - María del Mar Bonet - María Ostiz - Caco Senante - Gabinete Caligari - La Unión - Pekenikes | - Joan Baptista Humet - José Antonio Labordeta - Georges Moustaki - Labanda - Los Secretos - Marina Rossell - Martirio - Núria Feliu - José Manuel Soto - Paco Ibáñez - Hilario Camacho - Oskorri - Esclarecidos - Noel Soto - Nuevo Mester de Juglaría |